# Litva na Letních olympijských hrách 1996
Litva se účastnila Letní olympiády 1996. Zastupovalo ji 61 sportovců (45 mužů a 16 žen) v 14 sportech.

## Medailisté
| Medaile | Jméno | Sport     | Soutěž      |
| ------- | --- | --------- | ----------- |
| Bronz   | Rytis Vaisvila Mindaugas Zukauskas Eurelijus Zukauskas Tomas Pacesas Saulius Stombergas Darius Lukminas Rimas Kurtinaitis Arvydas Sabonis Arturas Karnisovas Sarunas Marčiulionis Gintaras Einikis | Basketbal | Turnaj mužů |